# Вінне Пракуся
Вінне Пракуся (нар. 26 квітня 1981) — колишня індонезійська тенісистка.
Найвищу одиночну позицію світового рейтингу — 74 місце досягла 5 серпня 2002, парну — 24 місце — 17 лютого 2003 року.
Здобула 9 одиночних та 2 парні титули.
Найвищим досягненням на турнірах Великого шолома було 3 коло в парному та змішаному парному розрядах.

## Фінали турнірів WTA

### Парний розряд (2–5)
| Легенда                             |
| ----------------------------------- |
| Чемпіонати WTA (0–0)                |
| Tier I (0–0)                        |
| Tier II (1–0)                       |
| Tier III (1–3)                      |
| Турніри IV-ї та V-ї категорій (0–2) |

| Результат | Ранг | Дата     | Турнір                                      | Покриття   | Партнерка              | Суперниці                          | Рахунок            |
| --------- | ---- | -------- | ------------------------------------------- | ---------- | ---------------------- | ---------------------------------- | ------------------ |
| Поразка   | 1.   | Лют 2001 | Оклахома-Сіті, США                          | Тверде (i) | Джанет Лі              | Аманда Кетцер Лорі Макніл          | 3–6, 6–2, 0–6      |
| Перемога  | 2.   | Лип 2001 | Silicon Valley Classic, США                 | Тверде     | Джанет Лі (тенісистка) | Ніколь Арендт Кароліна Віс         | 3–6, 6–3, 6–3      |
| Поразка   | 3.   | Вер 2001 | Commonwealth Bank Tennis Classic, Індонезія | Тверде     | Джанет Лі (тенісистка) | Еві Домінікович Тамарін Танасугарн | 7–6(7–4), 2–6, 3–6 |
| Поразка   | 4.   | Жов 2001 | Japan Open, Японія                          | Тверде     | Джанет Лі (тенісистка) | Лізель Губер Рейчел Макквіллан     | 2–6, 0–6           |
| Поразка   | 5.   | Лис 2001 | Pattaya Women's Open, Таїланд               | Тверде     | Лізель Губер           | Оса Свенссон Ірода Туляганова      | 6–4, 3–6, 3–6      |
| Перемога  | 6.   | Лют 2003 | Qatar Ladies Open, Катар                    | Тверде     | Джанет Лі (тенісистка) | Марія Венто-Кабчі Анжелік Віджайя  | 6–1, 6–3           |
| Поразка   | 7.   | Лис 2003 | Pattaya Open, Таїланд                       | Тверде     | Анжелік Віджайя        | Сунь Тяньтянь Лі Тін               | 4–6, 3–6           |

## Фінали ITF
| турніри $100,000 |
| турніри $75,000  |
| турніри $50,000  |
| турніри $25,000  |
| турніри $10,000  |

### Одиночний розряд (9–5)
| Результат | Ранг | Дата              | Турнір                     | Покриття   | Суперниця             | Рахунок              |
| --------- | ---- | ----------------- | -------------------------- | ---------- | --------------------- | -------------------- |
| Перемога  | 1.   | 3 серпня 1997     | Бандунґ, Індонезія         | Тверде     | Won Kyung-joo         | 6–4, 7–6             |
| Поразка   | 1.   | 16 листопада 1997 | Маніла, Філіппіни          | Ґрунт      | Choi Ju-yeon          | 6–0, 1–6, 4–6        |
| Перемога  | 2.   | 8 лютого 1998     | Веллінгтон, Нова Зеландія  | Тверде     | Рева Гадсон           | 7–5, 6–2             |
| Поразка   | 2.   | 12 квітня 1998    | Дубай, ОАЕ                 | Тверде     | Кіра Надь             | 4–6, 1–6             |
| Перемога  | 3.   | 25 квітня 1999    | Джакарта, Індонезія        | Тверде     | Станіслава Грозенська | 6–3, 6–4             |
| Поразка   | 3.   | 10 жовтня 1999    | Далбі, Австралія           | Тверде     | Аннабел Еллвуд        | 6–7, 6–7             |
| Поразка   | 4.   | 13 грудня 1999    | Маніла, Філіппіни          | Тверде     | Татьяна Гарбін        | 7–6, 0–6, 2–6        |
| Поразка   | 5.   | 18 травня 2000    | Хошимін, В'єтнам           | Тверде     | Лі На                 | 1–6, 2–6             |
| Перемога  | 4.   | 30 липня 2000     | Солт-Лейк-Сіті, США        | Тверде     | Джессіка Стек         | 4–6, 6–4, 7–6(21–19) |
| Перемога  | 5.   | 16 травня 2004    | Каруїдзава, Японія         | Килим      | Софі Фергюсон         | 1–6, 6–3, 6–1        |
| Перемога  | 6.   | 8 травня 2005     | Таракан (місто), Індонезія | Тверде (i) | Романа Теджакусума    | 6–4, 6–2             |
| Перемога  | 7.   | 22 травня 2005    | Хошимін, В'єтнам           | Тверде     | Сюй Веньсінь          | 6–4, 6–1             |
| Перемога  | 8.   | 31 липня 2005     | Сент-Джозеф (Міссурі), США | Тверде     | Сара Ріск             | 6–2, 6–4             |
| Перемога  | 9.   | 13 листопада 2005 | Джакарта, Індонезія        | Тверде     | Чжуан Цзяжун          | 6–4, 4–6, 6–1        |

### Фінал, що не відбувся
| Результат | Ранг | Дата            | Турнір            | Покриття | Суперниця   | Рахунок |
| --------- | ---- | --------------- | ----------------- | -------- | ----------- | ------- |
| NP        | Н/Д  | 16 березня 2003 | Меса (місто), США | Тверде   | Морін Дрейк | NP      |

### Парний розряд (17–7)
| Результат | Ранг | Дата              | Турнір                                 | Покриття   | Партнерка              | Суперниці                             | Рахунок            |
| --------- | ---- | ----------------- | -------------------------------------- | ---------- | ---------------------- | ------------------------------------- | ------------------ |
| Поразка   | 1.   | 6 квітня 1997     | Бандунґ, Індонезія                     | Тверде     | Ені Сулістьоваті       | Хотта Томое Ямаґісі Йоріко            | 6–2, 6–7, 5–7      |
| Перемога  | 2.   | 24 серпня 1997    | Самутпракан (провінція), Таїланд       | Тверде     | Вукірасіх Савондарі    | Lee Eun-jeong Park Seon-young         | 6–4, 7–5           |
| Поразка   | 3.   | 8 лютого 1998     | Веллінгтон, Нова Зеландія              | Тверде     | Leong Jil-Lin          | Кім Газзард Шеллі Стефенс             | 1–6, 6–1, 6–7(4–7) |
| Перемога  | 4.   | 6 квітня 1998     | Дубай, ОАЕ                             | Тверде     | Бенджамас Сангарам     | Петра Гашпар Людмила Вармужова        | 7–6(7–1), 1–6, 6–3 |
| Перемога  | 5.   | 25 квітня 1999    | Джакарта, Індонезія                    | Тверде     | Іраваті Іскандар       | Діанн Асенсіо Йоланда Менс            | 6–1, 6–3           |
| Поразка   | 6.   | 10 жовтня 1999    | Далбі, Австралія                       | Тверде     | Кайлі Гант             | Керрі-Енн Г'юз Ліза Макші             | 3–6, 7–5, 4–6      |
| Перемога  | 7.   | 27 лютого 2000    | Джакарта, Індонезія                    | Тверде     | Яюк Басукі             | Іраваті Іскандар Вукірасіх Савондарі  | 6–4, 6–2           |
| Поразка   | 8.   | 16 квітня 2000    | Ла-Каньяда-Флінтридж (Каліфорнія), США | Тверде     | Джанет Лі              | Аманда Огастус Джулі Ту               | 3–6, 1–6           |
| Перемога  | 9.   | 27 лютого 2000    | Лексінгтон (Кентуккі), США             | Тверде     | Джанет Лі (тенісистка) | Сандра Качіч Рената Колбовіч          | 6–2, 3–6, 6–2      |
| Перемога  | 10.  | 29 квітня 2001    | Сеул, Південна Корея                   | Тверде     | Кім Ин Ха              | Анжеліка Бахманн Адрієнн Хегюдюш      | 6–3, 6–2           |
| Перемога  | 11.  | 6 травня 2001     | Ґіфу, Японія                           | Килим      | Кім Ин Ха              | Жулі Пуллен Лорна Вудрофф             | 1–6, 6–4, 7–6(7–2) |
| Перемога  | 12.  | 16 листопада 2003 | Маніла, Філіппіни                      | Тверде     | Мая Роса               | Кім Ин Ха Kim Ji-young                | 2–6, 6–0, 6–4      |
| Поразка   | 13.  | 29 лютого 2004    | Бендіго, Австралія                     | Тверде     | Шахар Пеєр             | Кейсі Деллаква Ніколь Сьюелл          | 2–6, 6–1, 2–6      |
| Поразка   | 14.  | 2 травня 2004     | Ґіфу, Японія                           | Килим      | Чжуан Цзяжун           | Чо Юн Чон Чон Мі Ра                   | 6–7(4–7), 2–6      |
| Перемога  | 15.  | 13 червня 2004    | Пекін, КНР                             | Тверде (i) | Чжуан Цзяжун           | Ліга Декмеєре Іпек Шенолу             | 6–3, 6–1           |
| Перемога  | 16.  | 11 квітня 2005    | Хвар, Хорватія                         | Ґрунт      | Романа Теджакусума     | Луціє Кріґсманнова Даріна Седенкова   | 1–6, 6–0, 6–3      |
| Перемога  | 17.  | 3 травня 2005     | Таракан (місто), Індонезія             | Тверде (i) | Романа Теджакусума     | Мая Роса Ені Сулістьоваті             | 7–5, 6–2           |
| Перемога  | 18.  | 16 травня 2005    | Хошимін, В'єтнам                       | Тверде     | Романа Теджакусума     | Акгуль Аманмурадова Напапорн Тонгсалі | 6–4, 6–0           |
| Перемога  | 19.  | 19 липня 2005     | Евансвілл (Індіана), США               | Тверде     | Романа Теджакусума     | Крісті Міллер Крістіан Тара           | 6–0, 6–1           |
| Перемога  | 20.  | 26 липня 2005     | Сент-Джозеф (Міссурі), США             | Тверде     | Романа Теджакусума     | Лорен Барніков Ракел Атаво            | 6–2, 6–3           |
| Перемога  | 21.  | 14 серпня 2005    | Усі, КНР                               | Тверде     | Чон Мі Ра              | Кейсі Деллаква Софі Фергюсон          | 6–2, 7–6(8–6)      |
| Перемога  | 22.  | 6 листопада 2005  | Пусан, Південна Корея                  | Тверде     | Юлія Єфремова          | Окамото Сейко Такасе Аямі             | 6–4, 6–7(6–8), 6–1 |
| Перемога  | 23.  | 8 листопада 2005  | Джакарта, Індонезія                    | Тверде     | Рьоко Фуда             | Латіша Чжань Чжуан Цзяжун             | 6–4, 6–4           |
| Поразка   | 24.  | 12 листопада 2007 | Пуне, Індія                            | Ґрунт      | Анжелік Віджайя        | Чжан Лін Варатчая Вонгтінчай          | 6–1, 5–7, [5–10]   |

## Фінали юніорських турнірів Великого шлему

### Дівчата, одиночний розряд (0–1)
| Результат | Рік  | Турнір                                 | Покриття | Суперниця            | Рахунок  |
| --------- | ---- | -------------------------------------- | -------- | -------------------- | -------- |
| Поразка   | 1998 | Відкритий чемпіонат Австралії з тенісу | Тверде   | Єлена Костанич-Тошич | 0–6, 5–7 |

## Часова шкала результатів на турнірах Великого шлему
| W | Ф | ПФ | ЧФ | #Р | КТ | К# | DNQ | A | NH |

### Одиночний розряд
| Турнір                                 | 2001 | 2002 | 2003 | 2004 | В-п за кар'єру |
| -------------------------------------- | ---- | ---- | ---- | ---- | -------------- |
| Відкритий чемпіонат Австралії з тенісу |      | 1р   | 1р   |      | 0–2            |
| Відкритий чемпіонат Франції з тенісу   | 1р   | 2р   | 1р   |      | 1–3            |
| Вімблдонський турнір                   | 1р   | 2р   |      |      | 1–2            |
| Відкритий чемпіонат США з тенісу       | 2р   | 1р   | 1р   |      | 1–3            |
| В-П                                    | 1–3  | 2–4  | 0–3  | 0–0  | 3–10           |

### Парний розряд. Жінки
| Турнір                                 | 2001 | 2002 | 2003 | 2004 | В-п за кар'єру |
| -------------------------------------- | ---- | ---- | ---- | ---- | -------------- |
| Відкритий чемпіонат Австралії з тенісу | 2р   | 2р   | 2р   | 1р   | 3–4            |
| Відкритий чемпіонат Франції з тенісу   | 2р   | 1р   | 1р   |      | 1–3            |
| Вімблдонський турнір                   | 1р   | 3р   | 2р   | 2р   | 4–4            |
| Відкритий чемпіонат США з тенісу       | 1р   | 2р   | 1р   |      | 1–3            |
| В-П                                    | 2–4  | 4–4  | 2–4  | 1–2  | 9–14           |

### Парний розряд
| Турнір                                 | 2001 | 2002 | 2003 | 2004 | Career W–L |
| -------------------------------------- | ---- | ---- | ---- | ---- | ---------- |
| Відкритий чемпіонат Австралії з тенісу |      |      | 3р   |      | 2–1        |
| Відкритий чемпіонат Франції з тенісу   |      | 1р   | 1р   |      | 0–2        |
| Вімблдонський турнір                   |      | 3р   | 1р   |      | 2–2        |
| Відкритий чемпіонат США з тенісу       |      |      |      |      | 0–0        |
| В-П                                    | 0–0  | 2–2  | 2–3  | 0–0  | 4–5        |